# Tappo di sughero
Un tappo di sughero è un tappo realizzato con il rivestimento di origine secondaria, che ricopre il fusto della sughera. Usato per la chiusura di contenitori, principalmente per le bottiglie di vini

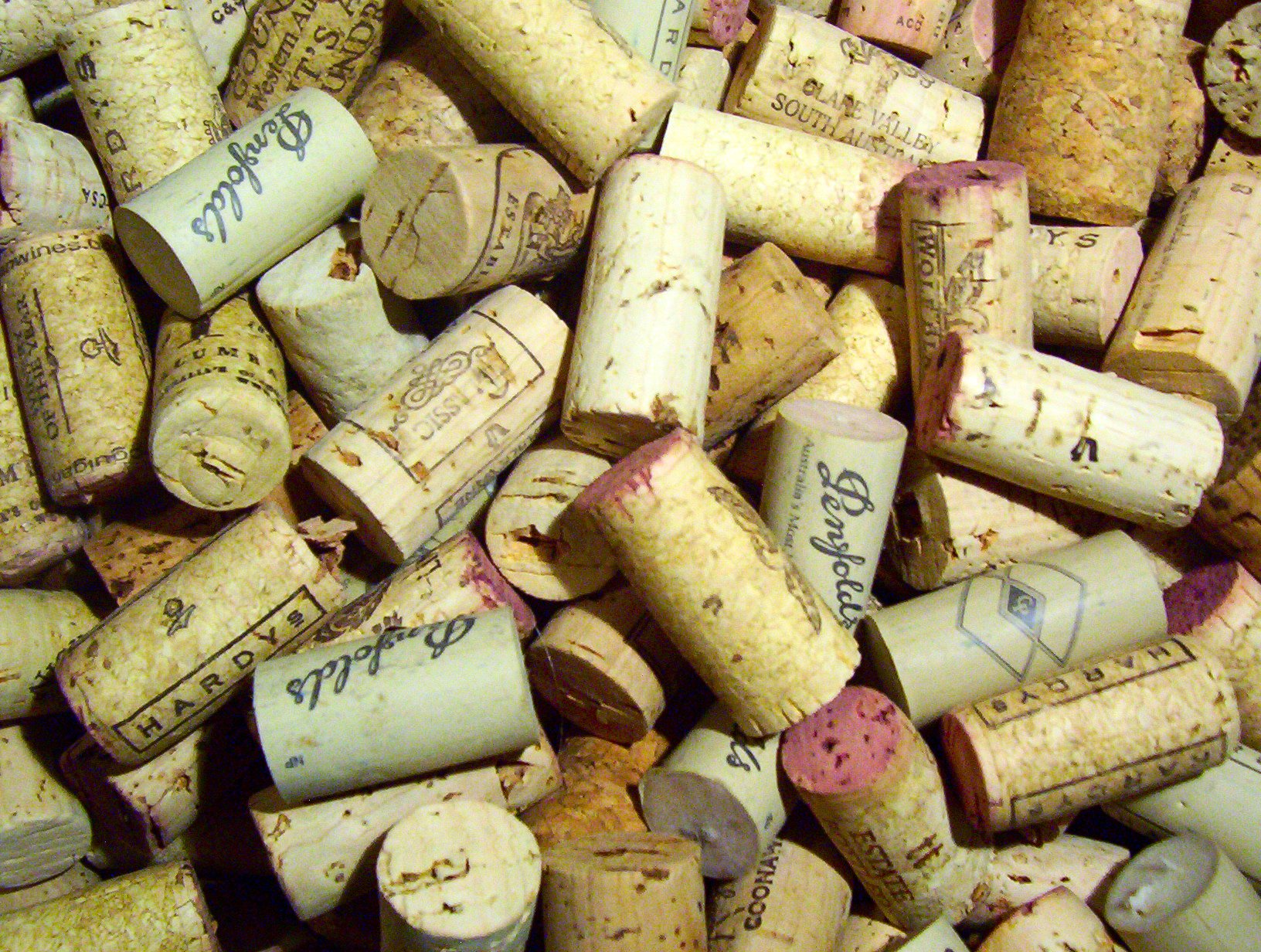
Tappi di sughero insieme ad alcuni tappi sintetici che li imitano.

## Storia
L'uso di utilizzare il sughero per la chiusura di contenitori è molto antico, ne è esempio un'anfora ateniese con questa chiusura risalente al V secolo a.C.
Grande diffusione ebbe nella seconda metà del XVII secolo in Francia, la tradizione tramanda che Pierre Pérignon, ritenuto l'inventore dello champagne, abbia imitato la chiusura con tappo di sughero delle borracce dei pellegrini.

## Tipi

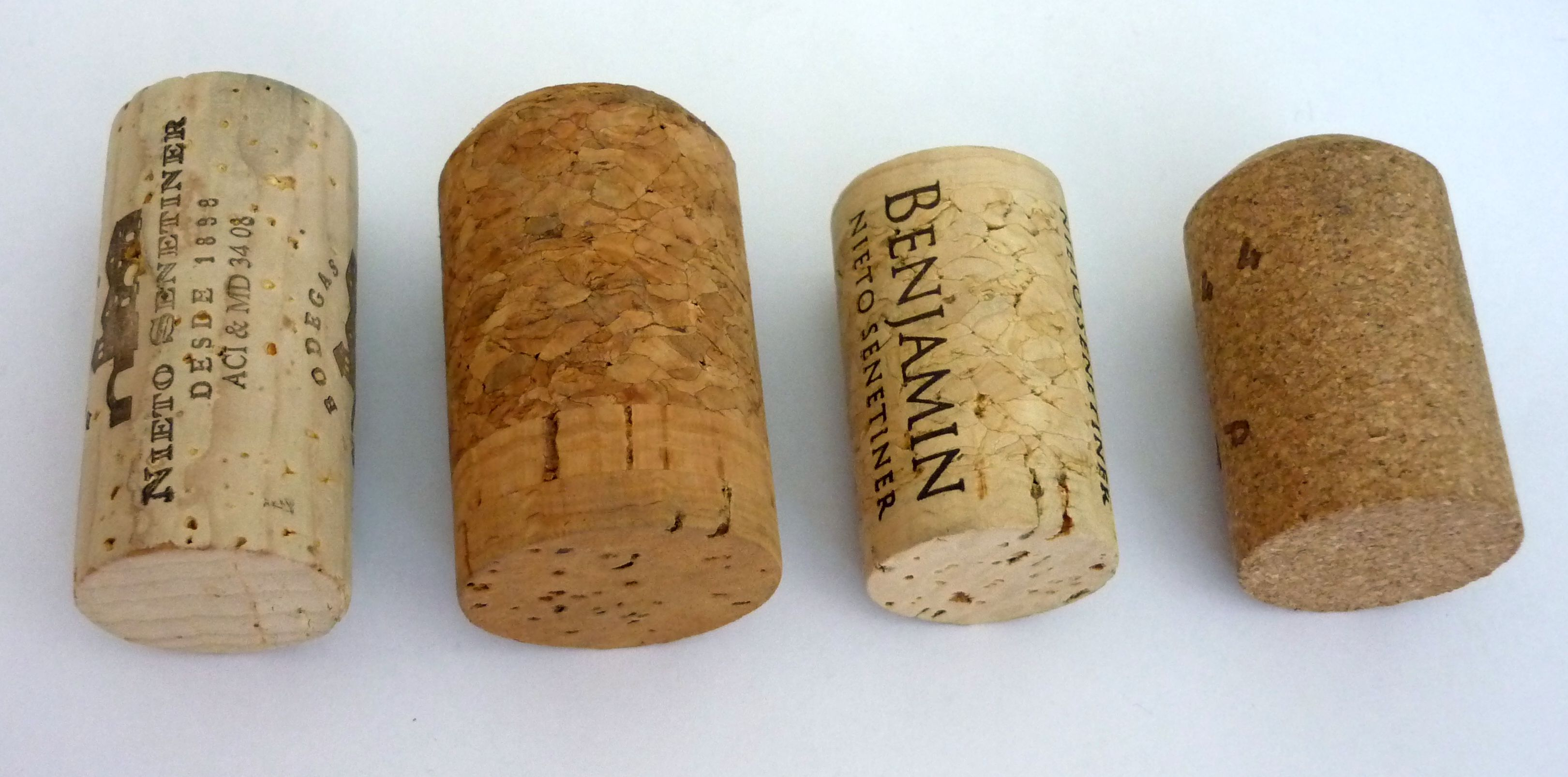
Da sinistra: monopezzo in sughero naturale, corpo agglomerato con due dischi di sughero naturale, agglomerato con un disco per lato in sughero naturale e infine in microgranulato.

- Tappo monopezzo, di sughero naturale
- Tappo tecnico, che si distingue in:
  - Tappo di sughero granulare agglomerato, prodotto mediante collanti poliuretanici
  - Tappo misto, composto da più strati di rondelle di sughero naturale e sughero granulare
  - Tappo a settori di sughero naturale

## Tappo da champagne

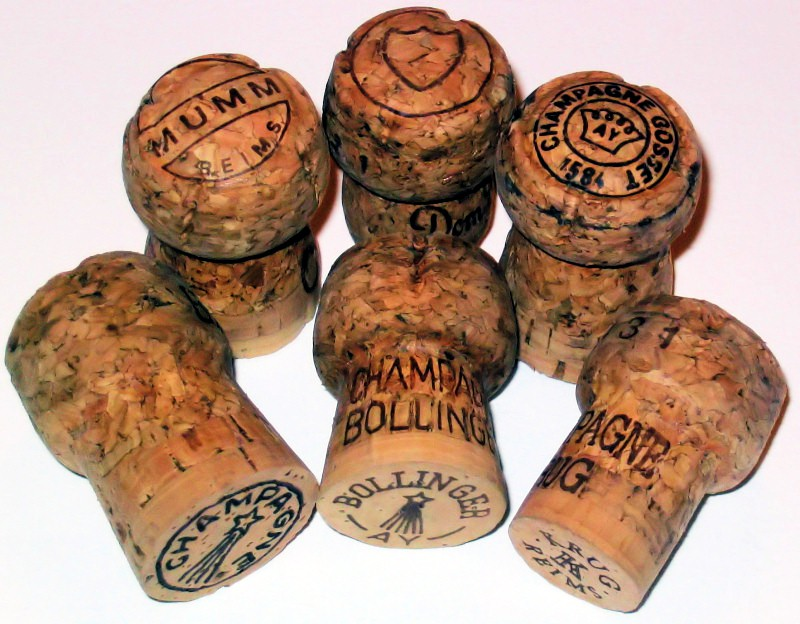
Sugheri di champagne

Il tappo di sughero delle bottiglie di champagne è caratteristico per la forma a fungo che assume dopo la stappatura. In effetti il tappo non ha quella forma al momento dell'imbottigliamento, ma è cilindrico, di diametro decisamente maggiore di quello del collo della bottiglia in cui deve essere inserito. Affinché possa entrare (per circa la metà della sua lunghezza originaria) è necessario che sia compresso radialmente con forza tramite un'apposita attrezzatura, e immediatamente dopo, la parte di esso rimasta fuori della bottiglia deve essere "gabbiettata", cioè compressa assialmente per essere assestata sul "raso bocca" della bottiglia talché si possa instaurare il cosiddetto "effetto tappo corona". L'insieme di queste due compressioni che il tappo subisce, agendo in sinergia, consentono al tappo, sottoposto alla pressione dell'anidride carbonica presente nella bottiglia, di contrastare efficacemente la fuoriuscita di questo gas. Col tempo il tappo perde gradualmente la sua elasticità naturale, e la parte situata più vicina all'imboccatura della bottiglia si degraderà più velocemente di quella situata più in basso, costringendo il tappo ad assumere la forma che si conosce.
Il tappo è formato da due parti ben distinte, le cui differenze sono facilmente individuabili anche a occhio nudo:
- Il "corpo", costituito da un agglomerato di sughero di alta qualità (utilizzato per questa parte del tappo per ragioni economiche, ma anche per motivi tecnici). Questa parte non è a contatto con il vino e costituisce la totalità della parte superiore al "raso bocca" della bottiglia. Una parte del "corpo" (9–12 mm) viene introdotta nel "collo" della bottiglia.
- La "testa", che è costituita (in genere) da due rondelle di sughero massiccio incollate una sull'altra alla base del "corpo" ; si tratta della parte che entra nel "collo" della bottiglia ed è esposta al contatto con il vino[3].

## Sentore di tappo

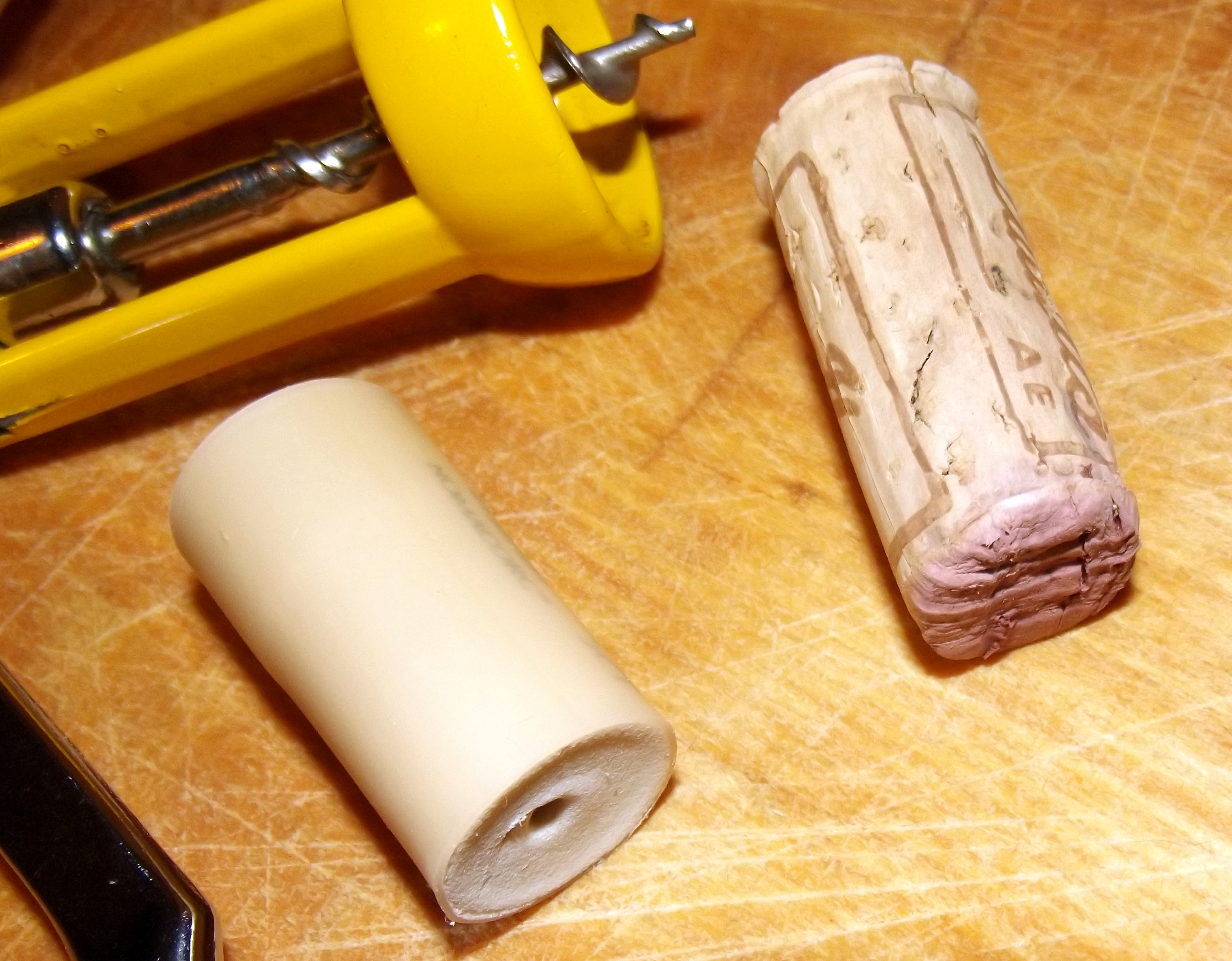
Un tappo di sughero (a destra) confrontato con un tappo sintetico (a sinistra).

Tipicamente il responsabile del sentore di tappo è un fungo, l'Armillaria mellea, parassita della quercia da sughero. Nel caso il fungo si sviluppi nel tappo si avrà il cosiddetto sentore di tappo nel vino, dovuto al 2,4,6-tricloroanisolo (TCA) che può essere descritto come un odore somigliante a quello di un quotidiano ammuffito, cane bagnato o cantina umida. Le plance colpite da questo fungo, vanno pertanto scartate già dalle prime fasi della lavorazione, onde evitare il propagarsi dell'infezione al sughero sano.